# Hipparchia hermione
Hipparchia hermione é uma espécie de insetos lepidópteros, mais especificamente de borboletas pertencente à família Nymphalidae.
A autoridade científica da espécie é Linnaeus, tendo sido descrita no ano de 1764.
Trata-se de uma espécie presente no território português.

## Descrição

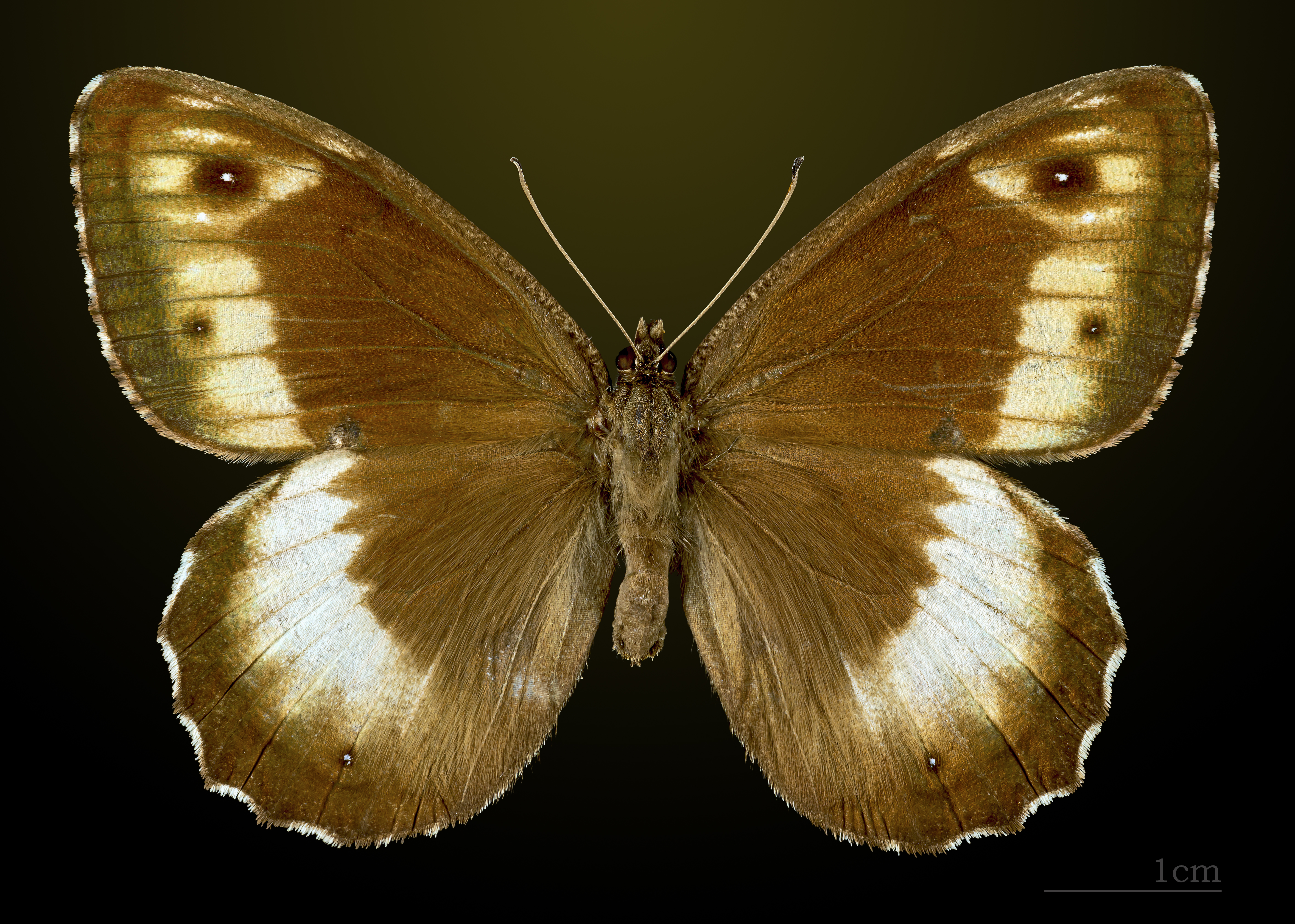
Hipparchia hermione
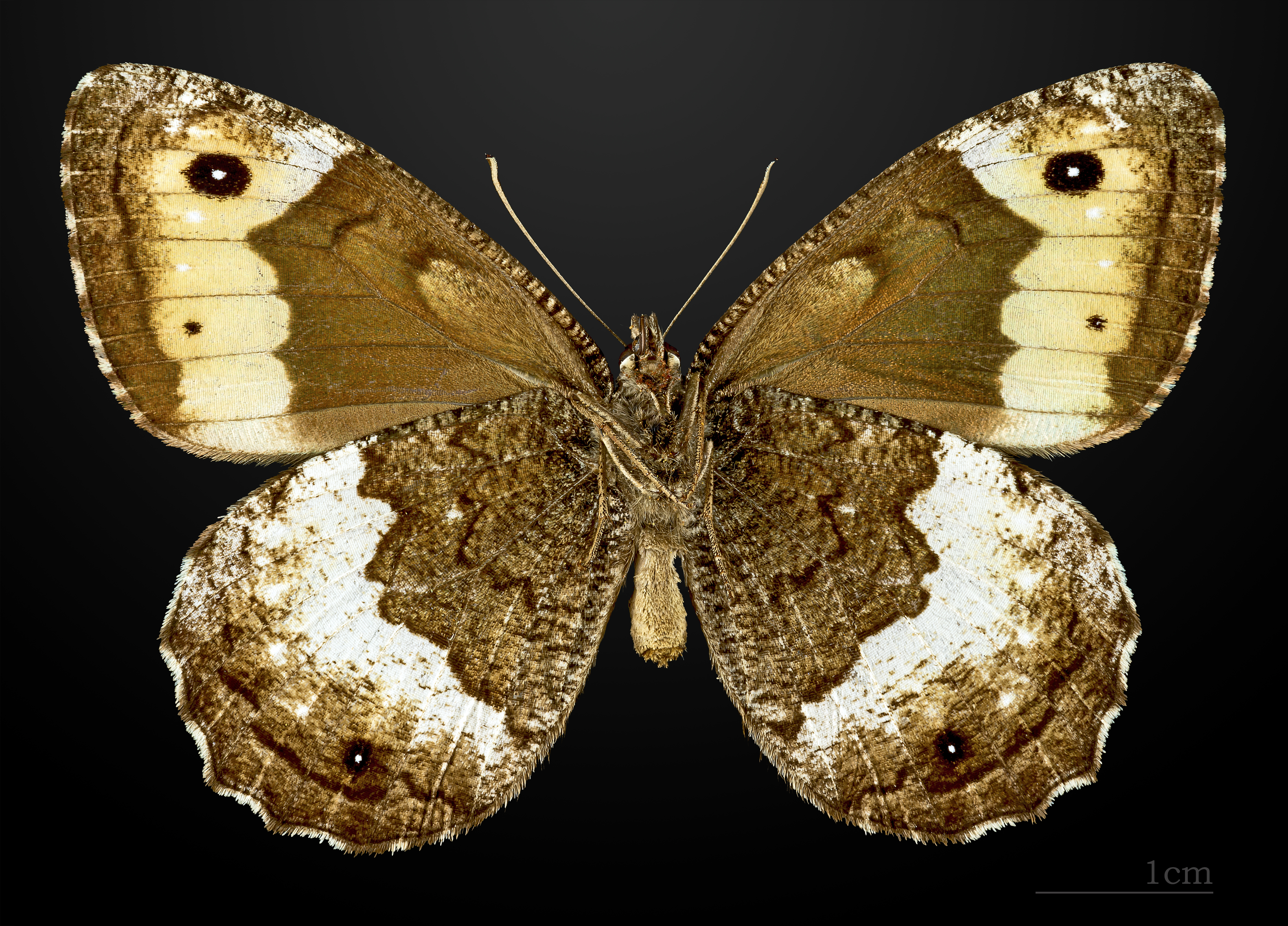
△ Hipparchia hermione